# Harčaški kanal
Harčaški kanal (često nazivan samo Harčaš) je stari tok Dunava koji se nalazi severno od Apatina. Kanal se nalazi u sklopu rezervata prirode "Gornje podunavlje" i pod posebnom je zaštitom jer su u njega naseljeni dabrovi.
Kanal se vodom puni prilikom visokih vodostaja, dok je njegov najjužniji deo povezan sa rekom Dunav i tu se odliva višak vode kada vodostaj počne opadati.
Dužina kanala je oko 2,5 kilometara, mada to malo varira u zavisnosti od vodostaja dunava

#### Naziv kanala
Ime Harčaški kanal dolazi od mađarskog naziva za ribu som. Na mađarskom jeziku se piše harcsa, a izgovara harča. U praksi se još naziva Harčaški dunavac ili samo Harčaš.

## Spoljašnje veze
- Kvalitetniji protok vode između Dunava i Harčaškog dunavca
- Dunav kod Apatina - Harčaš